# فابيان كاريني
هكتور فابيان كاريني هرنانديز (بالإسبانية: Fabián Carini)، من مواليد 26 ديسمبر 1979 في مونتفيديو في أوروغواي، لاعب كرة قدم أوروجوياني.
بدأ مسيرته الكروية مع نادي دانوبيو في عام 1997، ولعب معهم حتى عام 2000، وشارك معهم في 41 مباراة، وفي عام 2000 انتقل إلى نادي يوفنتوس الإيطالي، ولعب معهم حتى عام 2002، وأعير منذ عام 2002 وحتى عام 2004 إلى نادي ستاندارد لياج البلجيكي، ولعب معهم في 61 مباراة وسجل هدف واحد، وفي موسم 2004/2005 انتقل إلى نادي إنتر ميلان الإيطالي، وأعير في موسم 2005/2006 إلى نادي كالياري الإيطالي، وشارك معهم في 5 مباريات، وهو يلعب حاليا مع نادي إنتر ميلان الإيطالي.
و قد بدأ باللعب مع منتخب أوروغواي لكرة القدم في عام 1999.

## مسيرته الكروية
لعب فابيان كاريني خلال مسيرته الاحترافية مع 10 أندية في عشرون موسمًا وسجل خلالها 3 أهداف ضمن 271 مباراة. حيث فاز في موسم واحد بالكأس وفي موسمين بالدوري.
خاض فابيان كاريني مسيرته مع نادي دانوبيو في موسم 1997 ليلعب معه أربعة مواسم، مشاركًا في 39 مباراة ولم يسجل أي هدف. ثم انتقل إلى نادي يوفنتوس في موسم 2000–01 ولمدة موسمين، حيث لم يشارك في أي مباراة ولم يسجل أي هدف أيضًا. لينتقل بعدها إلى نادي ستاندارد لييج في موسم 2002–03 ولمدة موسمين، مشاركًا في 61 مباراة سجل خلالها هدفًا واحدًا. ثم انتقل إلى نادي إنتر ميلان في موسم 2004–05 في المرة الأولى لمدة موسم واحد ثم في موسم 2006–07 لمدة موسم واحد، مشاركًا طوالها في 4 مباريات ولم يسجل أي هدف. هذا وانتقل لاحقًا إلى نادي كالياري في موسم 2005–06 لمدة موسم واحد، مشاركًا في 8 مباريات ولم يسجل أي هدف أيضًا. ثم انتقل بعدها إلى نادي ريال مورسيا في موسم 2007–08 ولمدة موسمين، مشاركًا في 13 مباراة ولم يسجل أي هدف أيضًا. ليعود وينتقل من جديد، لكن هذه المرة إلى نادي أتلتيكو مينيرو ما بين عامي 2009 و2010 لمدة موسم واحد، مشاركًا في 14 مباراة ولم يسجل أي هدف أيضًا. لينتقل بعدها إلى نادي بنيارول في موسم 2010–11 ولمدة موسمين، مشاركًا في 24 مباراة ولم يسجل أي هدف أيضًا. ثم لعب في نادي سوسيداد ديبورتيفو كيتو ما بين عامي 2013 و2014 لمدة موسم واحد، مشاركًا في 39 مباراة ولم يسجل أي هدف أيضًا. ليعود ويرتحل عنه إلى جوفينتود في موسم 2014–15 واستمر معه طيلة ثلاثة مواسم، مشاركًا في 69 مباراة سجل خلالها هدفين.

## روابط خارجية
- فابيان كاريني على موقع الاتحاد الدولي (مؤرشف)  (الإنجليزية)
- فابيان كاريني على موقع قاعدة بيانات كرة القدم.إي يو (الإنجليزية)
- فابيان كاريني على موقع ناشيونال فوتبول تيمز (الإنجليزية)
- فابيان كاريني على موقع Soccerway.com (الإنجليزية)
- فابيان كاريني على موقع عالم كرة القدم.نت (الإنجليزية)
- فابيان كاريني على موقع كووورة